# Lygus abroniae
Lygus abroniae är en insektsart som beskrevs av Van Duzee 1918. Lygus abroniae ingår i släktet Lygus och familjen ängsskinnbaggar. Inga underarter finns listade i Catalogue of Life.